# Renato Gaona
Guillermo Renato Gaona Acuña fue un abogado, diputado y diplomático chileno. 
Fue hijo de Ester Acuña Torres y Luis Gaona Cubillos. Estudió en la Escuela Pública “La Estrella” de Colchagua y en el Instituto Zambrano y Congregación La Salle en Santiago de Chile. En 1953 se  juró como abogado de la Universidad de Chile. Su tesis se tituló “Rapa Nui: su historia y sus posibilidades económicas”. 
En el periodo de 1957 a 1961, correspondiente al XLIII Período Legislativo del Congreso Nacional de Chile y en el periodo de 1961 a 1965, correspondiente al XLIV Período Legislativo del Congreso Nacional, fue Diputado del Partido Radical (Chile) y la Décima Agrupación Departamental "San Fernando y Santa Cruz".
De 1971 a 1973 fue embajador en Viena.